# 粄條

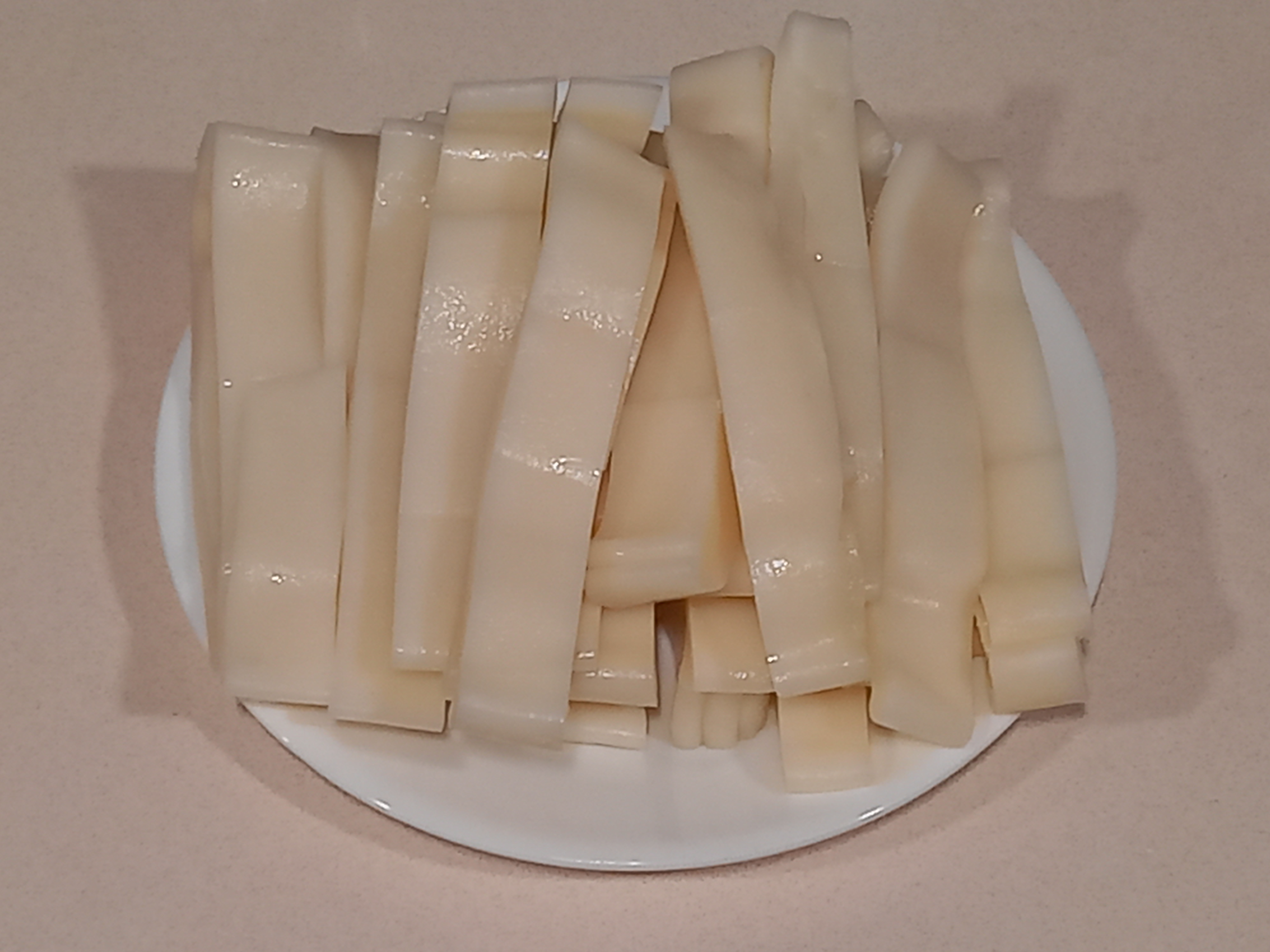
茹でる前の粄條

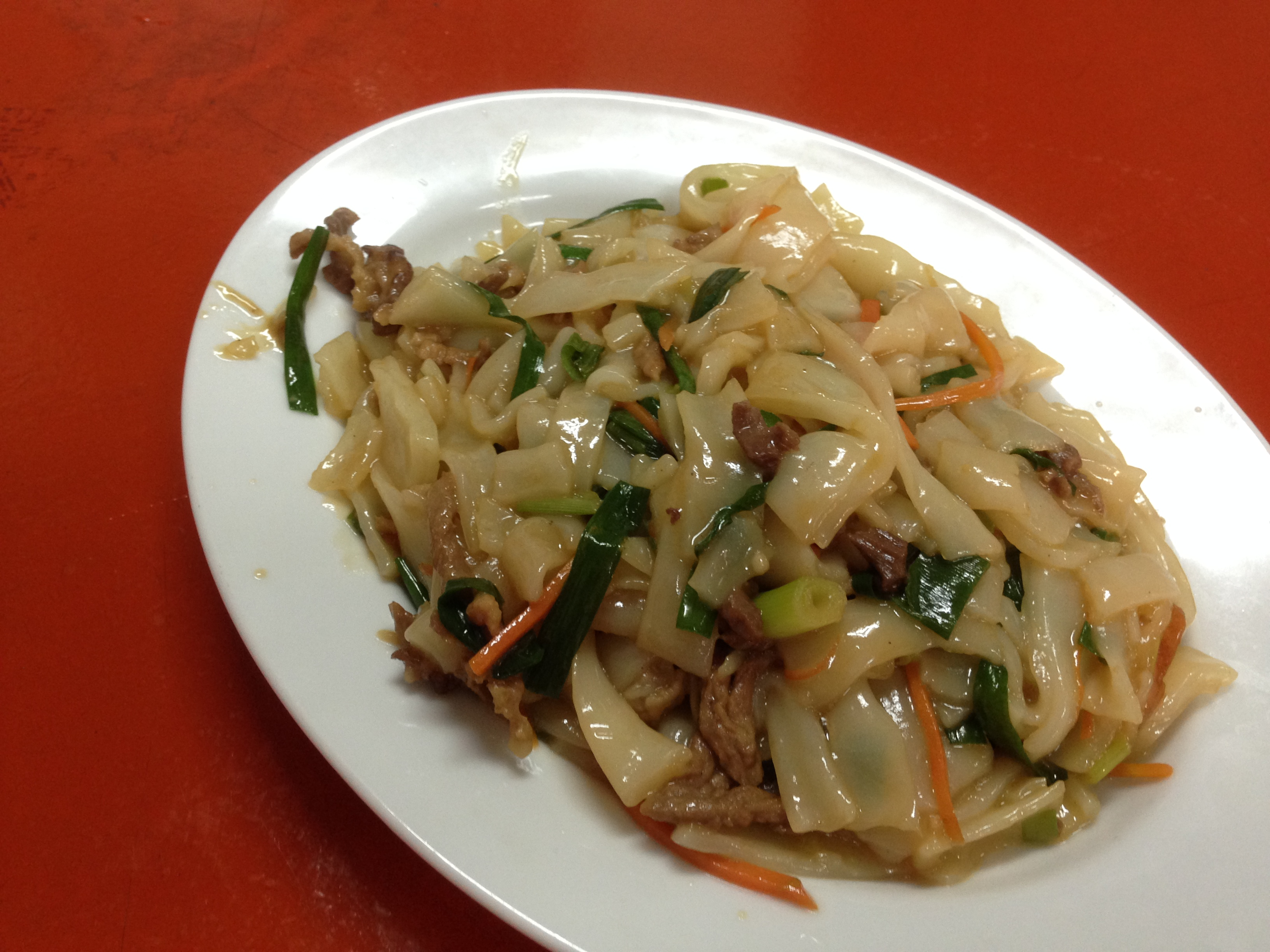
炒粄條の例（苗栗市）

粄條（バンティアオ）は、台湾の麺の一種で、客家料理の代表的な麺である。
米粉を蒸して作り、日本のきしめんのように幅広い麺にする。

## 料理の例
粄條を用いた料理に以下のようなものがある。
炒粄條野菜類や豚肉と共に醤油で味付けして炒めた、日本でいうところの焼うどん風の料理。
燥粄條肉燥（肉そぼろ）を粄條に添えた料理。
西洋料理や日本料理と客家料理の概念や食材を結びつける「新客家美食主義」では、粄條を寿司に用いるような動きもある。

## 歴史
黄有福の説では、粄條は中国大陸から伝わるおやつであり、昔は「面帕粄」と呼ばれていた。米を挽く作業は手間がかかるため、昔は何かの祝いの日にしか粄條は作られていなかった。
しかしながら、新竹県新埔鎮は、清の時代から竹塹（現・新竹市）に次ぐ物資の集散地として、行き交う人々も多かったたことから、多数の屋台で粄條を入れたスープなどを売っていた。
新埔の粄條は、長らく手作りされていたが、2000年前後に機械が導入されるようになり、観光客向けに味付けの調整もされるようになった。粄條にはサツマイモの粉が加えられ、歯ごたえを出している。こうやって改良された粄條が美味しいか否かは、人によって意見が異なる。